# Enicospilus exaggeratus
Enicospilus exaggeratus là một loài tò vò trong họ Ichneumonidae.